# Manningham City
Manningham City is een Local Government Area (LGA) in Australië in de staat Victoria. Manningham City telt 113.825 inwoners. De hoofdplaats is Doncaster.